# Гигроцибе колпачковидная
Гигро́цибе колпачкови́дная (лат. Hygrócybe calyptrifórmis) — гриб из рода Гигроцибе (Hydrocybe) семейства Гигрофоровые (Hygrophoraceae).
Синонимы:
- Agaricus calyptriformis Berk., 1838basionym
- Godfrinia calyptriformis (Berk.) Herink, 1958, nom. inval.
- Hygrophorus calyptriformis (Berk.) Berk. & Broome, 1860
- Porpoloma calyptriformis (Berk.) Bresinsky, 2003
- Porpolomopsis calyptriformis (Berk.) Bresinsky, 2008

## Описание
- Шляпка 2,5—6 см в диаметре, в молодом возрасте остроконической, затем уплощённой формы, окрашена в кораллово-красный, оранжеватый, терракотовый или светло-винно-коричневый цвет, выцветает до светло-розовой, в центре иногда беловатая, клейкая или сухая, с рубчатым краем.
- Мякоть тонкая, розоватого цвета, без особого вкуса и запаха.
- Гименофор пластинчатый, пластинки приросшие к ножке, светло-розового цвета, частые или довольно редкие.
- Ножка 2—16 см длиной и 0,4—1 см толщиной, очень ломкая, полая, беловато-розовая, прямая, ровная, гладкая, сухая. Кольцо отсутствует.
- Споровый порошок белого или светло-кремового цвета. Споры 6—9×4,5—6 мкм, эллиптической или почти яйцевидной формы, с гладкой поверхностью. Базидии двух- и четырёхспоровые, 36—54×6—9 мкм. Плевроцистиды булавовидной, веренетновидной или цилиндрической формы, 50—140×8—25 мкм. Хейлоцистиды более мелкие, 62—78×11—15 мкм.
- Съедобна, однако собирается редко.

## Ареал и экология
Известна из Европы, Северной Америки и Японии. Произрастает обычно группами, на земле или на гумусе, в хвойных и смешанных лесах.

## Сходные виды
- Entoloma salmoneum (Peck) Sacc. 1887 отличается угловатыми спорами.